# Готель «Нікому не скажу»
Готель «Нікому не скажу» (англ. The Rosebud Beach Hotel) — американська комедія 1984 року.

## Сюжет
Бізнесмен Кліффорд Кінг не хоче, щоб його єдина дочка і спадкоємиця вийшла заміж за нікчемного Елліота Гарнера. Щоб випробувати свого майбутнього зятя він робить його менеджером готелю, тому що впевнений, що той завалить всю справу. Але він не міг знати, що його дочка візьметься за роботу разом зі своїм нареченим. Перетворивши готель на дім розпусти, вони досягають несподіваного успіху.

## У ролях
| Актор          | Роль                 |
| -------------- | -------------------- |
| Коллін Кемп    | Трейсі Кінг          |
| Пітер Сколарі  | Елліот Гарнер        |
| Крістофер Лі   | містер Кліффорд Кінг |
| Френ Дрешер    | Лінда                |
| Едді Дизен     | Сідней               |
| Чак Макканн    | Гарольд Дорфман      |
| Генк Гаррет    | Майк Крамер          |
| Гамільтон Кемп | «Матчес» Моногам     |
| Джонатан Шмок  | Леонард              |
| Джеймс Веллелі | Денніс               |